# Karlsruher SC (Frauenfußball)
Der Karlsruher SC (offiziell: Karlsruher Sport-Club Mühlburg-Phönix e. V.) ist ein Fußballverein aus Karlsruhe in Baden-Württemberg. Im Jahr 2001 schloss sich der DFC Eggenstein dem Karlsruher SC an und bildete die neue Frauenfußball-Abteilung. Zwischen 2004 und 2007 spielte der KSC in der 2. Bundesliga. Aktuell spielt der Verein in der Regionalliga Süd.

## Vorgeschichte

### DFC Spöck
1990 machte sich die Frauenmannschaft als DFC Spöck selbständig und wechselte nach Eggenstein. Unter diesem Namen gewann sie 1990/91 den Verbandspokal mit DFB-Pokal-Teilnahme in der Folgespielzeit. Ferner war der DFC 1990/91 und 1991/92 Meister der Verbandsliga Baden, scheiterte aber jeweils in der Aufstiegsrunde zur Bundesliga.

### DFC Eggenstein
Als Konsequenz des Umzuges folgte 1993 die Umbenennung in DFC Eggenstein. Als DFC Eggenstein errang die Mannschaft 1994/95 die Verbandsligameisterschaft, scheiterte aber in der Aufstiegsrunde zur Bundesliga. 1996 wurde der DFC Gründungsmitglied der Oberliga Baden-Württemberg. Dort musste man aber meist den südbadischen Vereinen SC Sand und vor allem SC Freiburg die Meisterschaft überlassen. Ferner gewann Eggenstein den Verbandspokal 1994/95, 1997/98 und 2000/01 und qualifizierte sich dadurch für den DFB-Pokal.
2001 gewannen die B-Juniorinnen des DFC Eggenstein die deutsche Meisterschaft durch ein 1:0 im Endspiel gegen Serienmeister 1. FFC Turbine Potsdam.

## Geschichte
| Liga                      | Saison  | Platz |
| ------------------------- | ------- | ----- |
| Oberliga BW               | 2001/02 | 03.   |
| Oberliga BW               | 2002/03 | 02.   |
| Oberliga BW               | 2003/04 | 01.   |
| 2. Bundesliga, Gr. Süd    | 2004/05 | 09.   |
| 2. Bundesliga, Gr. Süd    | 2005/06 | 11.   |
| 2. Bundesliga, Gr. Süd    | 2006/07 | 11.   |
| Regionalliga Süd          | 2007/08 | 07.   |
| Regionalliga Süd          | 2008/09 | 02.   |
| Regionalliga Süd          | 2009/10 | 08.   |
| Oberliga BW               | 2010/11 | 04.   |
| Oberliga BW               | 2011/12 | 02.   |
| Regionalliga Süd          | 2012/13 | 12.   |
| Oberliga BW               | 2013/14 | 05.   |
| Oberliga BW               | 2014/15 | 03.   |
| Oberliga BW               | 2015/16 | 02.   |
| Oberliga BW               | 2016/17 | 04.   |
| Oberliga BW               | 2017/18 | 04.   |
| Oberliga BW               | 2018/19 | 02.   |
| Oberliga BW               | 2019/20 | 01.   |
| Regionalliga Süd Gruppe 1 | 2020/21 | 02.   |
| Regionalliga Süd Gruppe 1 | 2021/22 | 03.   |
| Regionalliga Süd          | 2022/23 | 08.   |
| Regionalliga Süd          | 2023/24 | 08.   |
| Regionalliga Süd          | 2024/25 | 05.   |
| Regionalliga Süd          | 2025/26 | 0     |

Aus finanziellen und organisatorischen Gründen wurde der DFV Eggenstein im Jahr 2001 nach elfjährigem Bestehen aufgelöst und die Frauen- und Juniorenmannschaften schlossen sich dem Karlsruher SC an und gründeten damit die Frauenfußball-Abteilung. Durch den Verbandspokalsieg des DFV Eggenstein in der Saison 2000/01 durfte die Mannschaft als Karlsruher SC am DFB-Pokal 2001/02 teilnehmen. In der ersten Runde traf man direkt auf den Titelverteidiger 1. FFC Frankfurt und schied durch eine 0:20-Niederlage aus. Es war die bis dahin höchste Pokalniederlage. Aktuell teilt sich der KSC diesen zweifelhaften Titel mit dem FC Oberneuland, der im DFB-Pokal 2003/04 mit dem gleichen Ergebnis gegen den FFC Heike Rheine verlor.
Nachdem man in den ersten beiden Spielzeiten als Dritter bzw. Zweiter die Möglichkeit zum Aufstieg verpasste, qualifizierte sich die Mannschaft in der Saison 2003/04 als Meister für die Aufstiegsrunde zur neu eingeführten 2. Bundesliga. In dieser Aufstiegsrunde konnte man sich durchsetzen und war damit Gründungsmitglied der 2. Bundesliga. Trotz dieses Erfolges verließ ein Großteil der Mannschaft, gemeinsam mit dem Trainer und dem Abteilungsleiter, den Verein im Januar 2005 und schloss sich dem ASV Hagsfeld an. Grund für diesen Wechsel waren interne Querelen.
Trotz dieses Verlustes konnte man in der Saison 2004/05 mit dem neunten Platz den Klassenerhalt feiern, da man im Vergleich mit dem punktgleichen Zehntplatzierten SV Jungingen das bessere Torverhältnis hatte. Im Vergleich zur Vorsaison bestand die Südstaffel der 2. Bundesliga in der Saison 2005/06 aus zwölf Mannschaften und nicht aus elf Mannschaften. Am Ende der Saison belegten die Karlsruher den elften Platz und konnten damit sportlich nicht den Klassenerhalt sichern. Durch den Abstieg des VfL Sindelfingen aus der ersten Bundesliga musste die in der Tabelle vor dem Karlsruher SC befindliche zweite Mannschaft des Vereins aus der zweiten Liga absteigen und der KSC hielt die Klasse. Im DFB-Pokal konnte der KSC in dieser Saison das beste Ergebnis erreichen. Im DFB-Pokal 2005/06 besiegten sie in der ersten Runde den VfR Niederfell und in der zweiten Runde den FSV Viktoria Jägersburg. Im Achtelfinale traf man auf den SC Sand und musste sich im Baden-Derby mit 1:3 aus dem Pokal verabschieden.
In der darauffolgenden Saison konnte der KSC den erneuten Abstieg nicht verhindern. Obwohl sie im Vergleich zur Vorsaison mit den 12 Punkten mehr Punkte sammeln konnte, konnte die Mannschaft erneut nur den 11. Platz belegen und stieg in die Regionalliga Süd ab. Der direkte Wiederaufstieg wurde mit dem siebten Platz klar verpasst und die Mannschaft konnte nur knapp den Klassenerhalt erreichen. In der zweiten Saison in der Regionalliga Süd, der Saison 2008/09 lief es in der Liga besser. Am Saisonende belegte man hinter dem FC Bayern München II den zweiten Platz und verpasste damit den Aufstieg knapp.
Auf die gute Saison 2008/09 folgte eine schlechte Saison 2009/10. Mit 21 Punkten belegte die Mannschaft den achten Platz und musste gemeinsam mit dem SC Regensburg und Eintracht Seekirch in die Oberliga absteigen. Der KSC startete in der Oberliga Baden-Württemberg und verpasste mit dem vierten Platz den direkten Wiederaufstieg. Die zweite Saison in der neuen Liga verlief wieder besser und am Saisonende belegte der KSC hinter der TSG 1899 Hoffenheim II den zweiten Platz nur aufgrund des schlechteren Torverhältnisses. Aufgrund der Vergrößerung der Regionalliga Süd von 10 auf 12 Mannschaften stieg auch der KSC in die Liga auf. In der Saison 2012/13 schaffte der KSC aber nicht den Klassenerhalt und musste als Letzter gemeinsam mit dem SC Freiburg II direkt wieder absteigen.
Nach dem Abstieg verpasste die Mannschaft den erneuten Wiederaufstieg durch einen fünften Platz. Nach langer Abstinenz startete der KSC in der Saison 2013/14 wieder im DFB-Pokal, weil die Mannschaft in der Vorsaison den badischen Pokal durch einen 5:3-Sieg gegen den TSV Neckarau gewonnen hatte. In der ersten Runde schied der Verein gegen den Zweitligisten VfL Bochum durch eine 3:6-Niederlage im heimischen Stadion aus dem Wettbewerb aus.
Ein Jahr später belegte man hinter dem SC Sand II und dem SC Freiburg II den dritten Platz. In der Saison 2015/16 verpasste man wie in der Saison 2011/12 den Meistertitel in der Oberliga nur aufgrund des schlechteren Torverhältnisses. Diesmal stieg der KSC jedoch nicht auf. Durch den erneuten Gewinn des badischen Pokals in der Vorsaison, startete der Verein im DFB-Pokal 2015/16 und traf in der ersten Runde auf den Erstligisten 1. FC Köln. Durch eine 1:4-Niederlage schied die Mannschaft erneut in der ersten Runde aus. Zudem verteidigte die Mannschaft ihren badischen Pokalsieg durch einen 9:0-Sieg gegen TSV Amicitia Viernheim.
In der ersten Runde des DFB-Pokals 2016/17 traf der KSC auf den Erstligisten Borussia Mönchengladbach und schied durch eine 1:5-Niederlage aus dem Pokal aus. In der Liga verpasste die Mannschaft mit dem vierten Platz erneut den Aufstieg in die Regionalliga. Auch in der darauffolgenden Saison belegten die Karlsruherinnen den vierten Platz. Durch den Gewinn des badischen Verbandspokals gegen den TSV Amicitia Viernheim sicherte sich der KSC einen Startplatz im DFB-Pokal 2018/19. In der ersten Pokalrunde traf man auf den Regionalligisten Hegauer FV und schied durch eine 1:3-Niederlage aus.
In der Oberligasaison 2018/19 verpasste man den Aufstieg nur ganz knapp. Ein einziger Punkt hinderte das Team um das Trainerduo Konrad/Dollt daran, aufzusteigen. Im Sports-Lines-Pokal konnte man den Titel erneut holen. Im Finale setzte man sich mit 4:0 gegen den 1. FC Mühlhausen durch. Durch den Sieg qualifizierte man sich auch erneut für den DFB-Pokal 2019/20. Hier war aber bereits in Runde 1 Schluss. Gegen den SV Weinberg verlor man klar mit 0:5. In der Oberligasaison 2019/20 wurde erneut der Aufstieg als Ziel anvisiert. Nach der Hinrunde belegte der KSC den 1. Platz, in Folge der Covid-19-Pandemie wurde die Saison im Frühjahr nicht mehr fortgesetzt und schließlich abgebrochen. Die Meister wurden anhand der Quotienten-Regelung (Punkte/Spiele) ermittelt. So feierte der KSC in der Saison 2019/20 den Aufstieg. Der Sports-Lines-Pokal konnte im August zu Ende gespielt werden. Im Finale setzte man sich gegen den TSV Amicitia Viernheim mit 5:2 durch und konnte sich erneut für den DFB-Pokal qualifizieren.
Zur Saison 2021/22 zog die Mannschaft ins Sportzentrum Bruchsal, das auch der 1. FC Bruchsal nutzt.